# Panama Lady
Pour plus de détails, voir Fiche technique et Distribution.
Panama Lady est un film américain réalisé par Jack Hively, sorti en 1939.
C'est un remake édulcoré du film Gangsters de Broadway (Panama Flo, 1932).

## Synopsis
Victime d'une arnaque orchestrée par le propriétaire de la taverne Lenore, le pétrolier McTeague tient Lucy pour responsable. Pour éviter de finir en prison, Lucy accepte d'accompagner McTeague dans son camp pétrolier en tant que femme de ménage. Pensant d'abord qu'elle a été amenée dans cet endroit maudit strictement à des fins illicites, Lucy se rend finalement compte que les intentions de McTeague sont honorables : tout ce qu'il veut, c'est récupérer son argent, et il s'attend à ce que Lucy rembourse sa dette. En fin de compte, Lucy et McTeague tombent amoureux, mais pas avant que le scélérat Roy ne réapparaisse dans la vie de la jeune femme.

## Fiche technique
- Titre original : Panama Lady
- Réalisation : Jack Hively
- Scénario : Garrett Fort et Michael Kanin
- Musique : Roy Webb
- Photographie : J. Roy Hunt
- Montage : Theron Warth
- Producteur : Cliff Reid (en)
- Société de production et de distribution : RKO Pictures
- Pays de production :  États-Unis
- Langue d'origine : anglais américain
- Format : Noir et blanc — 35 mm — 1,37:1 — son : mono (RCA Victor System)
- Genre : Drame romantique
- Durée : 65 minutes
- Date de sortie :
  - États-Unis : 12 mai 1939

## Distribution
- Lucille Ball : Lucy
- Allan Lane : Dennis McTeague
- Steffi Duna : Cheema
- Evelyn Brent : Lenore
- Donald Briggs : Roy Harmon
- Bernadene Hayes : Pearl
- Abner Biberman : Elisha
- William Pawley : le barman
- Earle Hodgins : le chef